# أوبليسودون
الأوبليسودون (بالإنجليزية: Aublysodon )‏ (أصل الكلمة غير مؤكد، ربما «السن المتجه للخلف») هو جنس من الديناصورات اللاحمة المعروفة فقط من تكوين نهر جوديث في مونتانا، والذي يرجع عمره إلى نهاية حقبة الكامباني من الطباشيري المتأخر (حوالي 75 مليون سنة مضت). النوع الوحيد المعروف من هذا الجنس هو أوبليسودون ميراندوس وسُمي من قبل الإحاثي جوزيف ليدي سنة 1868. يُعتبر هذا الجنس الآن مشكوكا في أمره لأن النوع النمطي لا يتكون سوى من سن أمامية معزولة من قادمة الفك العلوي. رغم أن هذا النموذج الآن ضائع، فقد تم العثور على أسنان مماثلة في العديد من ولايات الولايات المتحدة، غرب كندا وآسيا. هذه الأسنان تعود بشكل شبه مؤكد لأحد التيرانوصوريات اليافعة لكن معظمها لم يحدد له جنس معين. من المرجح أن نوع السن (ومعه بذلك الاسم أوبليسودون ميراندوس) ينتمي إلى أحد الأنواع في جنس الديسبليتوصور، والذي كان موجودا في تكوينات معاصرة والذي يطابق تفاصيل محددة للسن الأصلية. التواسم المشترك المزعوم الذي يميز الأوبليسودونيات، خاصة انعدام التشرشر في أسنان قامة الفك العلوي يمكن أن يكون سببه اهتراء الأسنان أثناء الحياة، جروح ما بعد الموت أو أثناء الهضم. معظم الأسنان الأخرى المماثلة لسن الأوبليسودون يمكن أن تكون من مراحل تطور الجنين أو تحولات جنسية لتيرانوصوريات أخرى.
فضلا عن النموذج النوعي أوبليسودون ميراندوس، تمت تسمية العديد من الأجناس الأخرى على مر السنين، وتُعتبر جميع هذه الأجناس إما مشكوكا في تصنيفها أو مطابقة لأحد الأجناس الأخرى أو ليس لها صلة وثيقة بالنموذج النوعي أ.ميراندوس.